# Dinamo Woroneż
Dinamo Woroneż (ros. Футбольный клуб «Динамо» Воронеж, Futbolnyj Kłub "Dinamo" Woronież) – rosyjski klub piłkarski z siedzibą w Woroneżu.

## Historia
Chronologia nazw:
- 1925: Dinamo Woroneż (ros. «Динамо» Воронеж)
- 2008: Dinamo-Woronież Woroneż (ros. «Динамо-Воронеж» Воронеж)
- 2009: Dinamo Woroneż (ros. «Динамо» Воронеж)
- 2010: klub rozwiązano

Piłkarska drużyna Dinamo została założona w 1925 w Woroneżu.
Do połowy lat 30. występował w mistrzostwach miasta. W 1937 debiutował w Grupie D Mistrzostw ZSRR.
W 1946 występował w Trzeciej Grupie, podgrupie Centralnej, a w 1949 w Drugiej Grupie, podgrupie 1. Również do 1949 brał udział w rozgrywkach Pucharu ZSRR.
W latach 2004–2005 uczestniczył w rozgrywkach grupy "Czarnoziemie" Rosyjskiej amatorskiej ligi.
W 2006 awansował do Drugiej Dywizji, grupy Centralnej.
W 2008 zmienił nazwę na Dinamo-Woronież Woroneż, a po sezonie zdecydowano o połączeniu z FCSz-73 i utworzeniu klubu Fakieł-Woronież Woroneż. W 2010 roku, po ostatnim meczu pierwszej rundy mistrzostw, drużyna wycofała się z rozgrywek. Powody rezygnacji – niewykonanie zadania i problemy finansowe.

## Sukcesy
- 8. miejsce w Drugiej Grupie ZSRR: 1949
- 1/8 finału w Pucharze ZSRR: 1939
- 6. miejsce w Rosyjskiej Drugiej Dywizji, grupie Centralnej: 2008
- 1/64 finału w Pucharze Rosji: 2009

## Znani piłkarze
- Igor Simutienkow